# Лисимах (воспитатель Александра Македонского)
Лисима́х (др.-греч. Λυσίμαχος) — воспитатель Александра Македонского.

## Биография
Лисимах был родом из Акарнании. Приглашение уроженцев этой греческой области (в том числе врача Филиппа Акарнанского) ко двору македонского царя Филиппа II В. Хеккель склонен связывать с влиянием Олимпиады, родившейся в соседнем Эпире. По предположению Ф. Шахермайра, из Эпира Лисимаха мог привезти с собой её родственник Леонид.
По свидетельству Плутарха, в Лисимахе «не было никакой утонченности», однако он сумел снискать расположение юного Александра, «занимая среди воспитателей второе место», и его высоко ценили. Известно, что «дядька» во всеуслышание называл царевича Ахиллом, а себя — Фениксом. Как заметил по этому поводу Ф. Шахермайр, здесь налицо влияние честолюбивой и ревнивой Олимпиады: если предком царевича по линии Филиппа считался Геракл, то её род возводили к Ахиллу. По мнению В. Хеккеля, хотя Плутарх называет имя Лисимаха после Леонида, возможно, что сначала с царевичем занимался именно акарнанец.
Лисимах сопровождал Александра в его восточном походе. Во время осады Тира царь отправился усмирять разбойничьи племена кабилов, совершавших набеги с гор Антиливана. С ним последовал и Лисимах, вскоре отставший от отряда. Тогда царь с несколькими спутниками вернулся за старцем, и они провели ночь в горах в окружении врагов. Описавшие этот эпизод античные авторы упрекают Лисимаха за то, что из-за него Александр подверг свою жизнь серьёзной опасности.
Лисимах выступил одним из обвинителей Каллисфена, утверждая, что гордый вид философа привлекает к нему молодежь, «восторгающуюся им как человеком, который один среди стольких тысяч сумел остаться свободным». Таким образом, как замечает В. Хеккель, Лисимах ещё был жив в 327 году до н. э. О его дальнейшей судьбе исторические источники не сообщают.